# Naturmuseum Thurgau

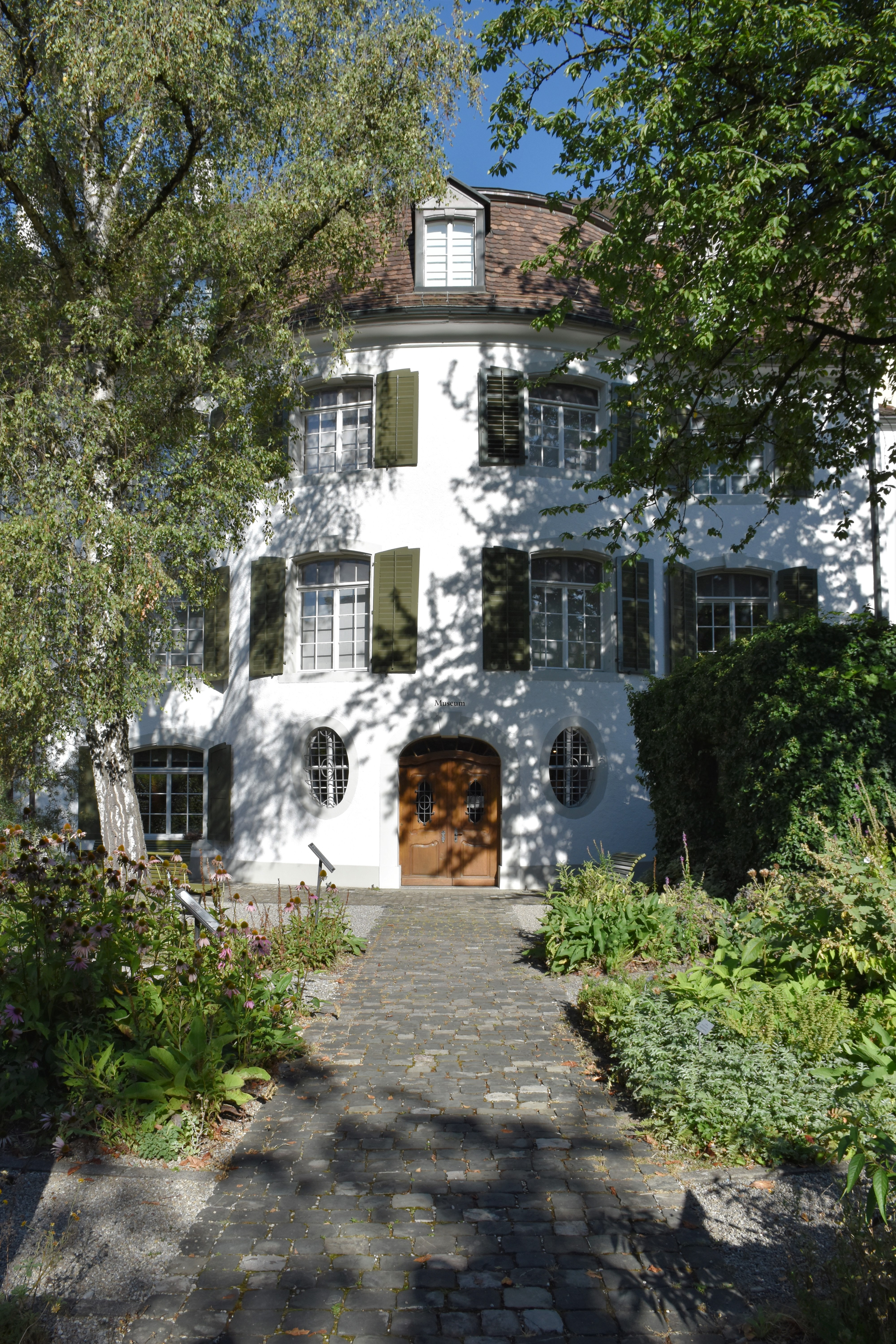
Museumseingang durch den Museumsgarten

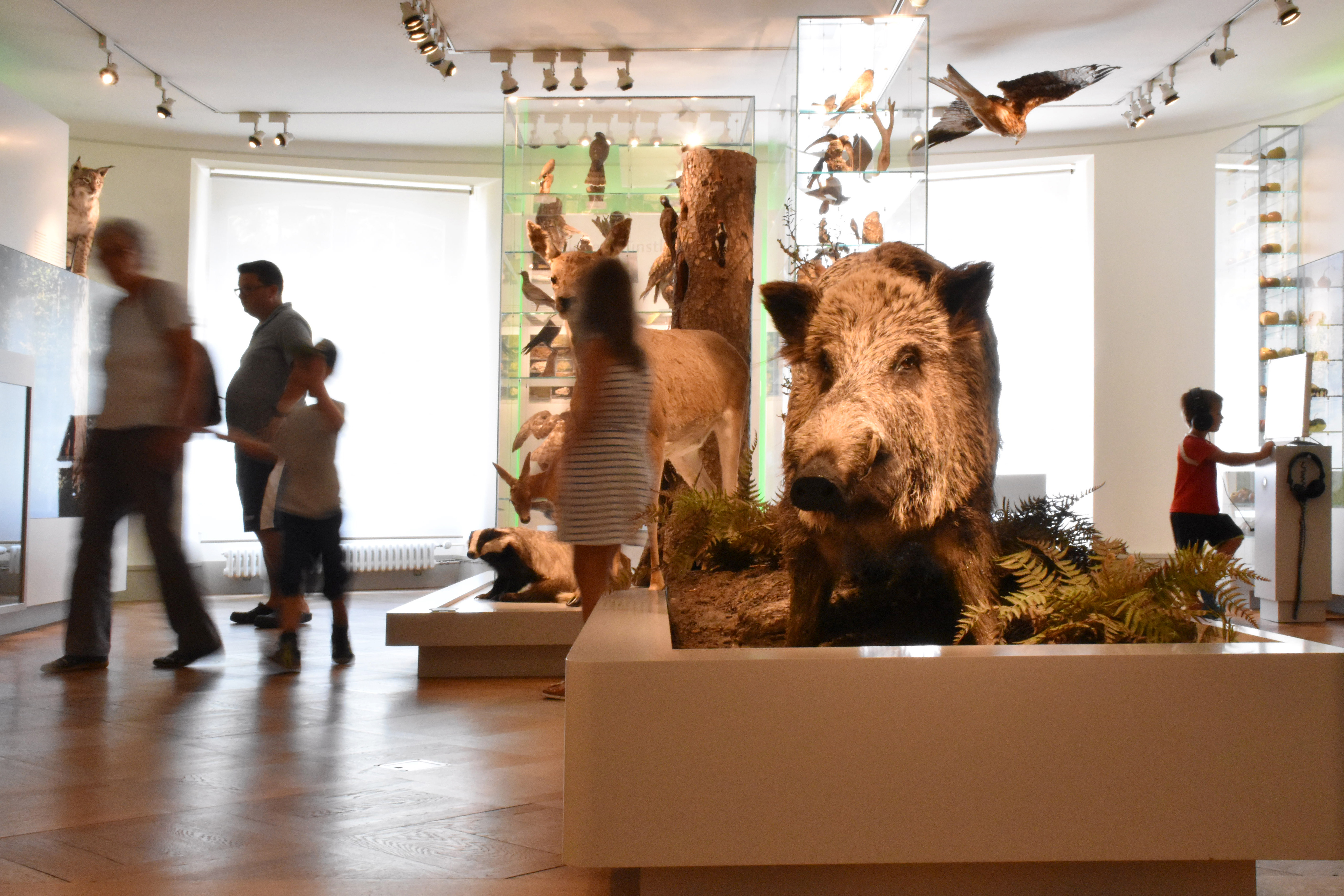
Dauerausstellung

Das Naturmuseum Thurgau in Frauenfeld ist eines von sechs kantonalen Museen im Kanton Thurgau. Im Mittelpunkt der Ausstellungen des naturkundlichen Museums steht die Natur der Region.

## Geschichte
1859 gründete die Thurgauische Naturforschende Gesellschaft eine naturkundliche Sammlung, um die Naturforschung im Thurgau zu fördern. Zunächst war die Sammlung in der Kantonsschule Frauenfeld untergebracht. Seit 1924 wird sie im Luzernerhaus, dem heutigen Museumsgebäude, gezeigt. 1958 übernahm der Kanton das Gebäude samt Museumsgut. Das „Thurgauische Museum“ von 1924 zeigte neben naturkundlichem auch historisches Sammlungsgut. Das 1972 eröffnete „Naturmuseum“ war schliesslich allein der Natur gewidmet. Ab 2004 erfuhr das Museum eine zeitgemässe Neugestaltung. 2005 und 2006 wurde die neue Dauerausstellung wiedereröffnet. Mit dem neuen Sonderausstellungsraum und dem Foyer wurde der umfassende Umbau 2010 abgeschlossen.

## Ausstellungen

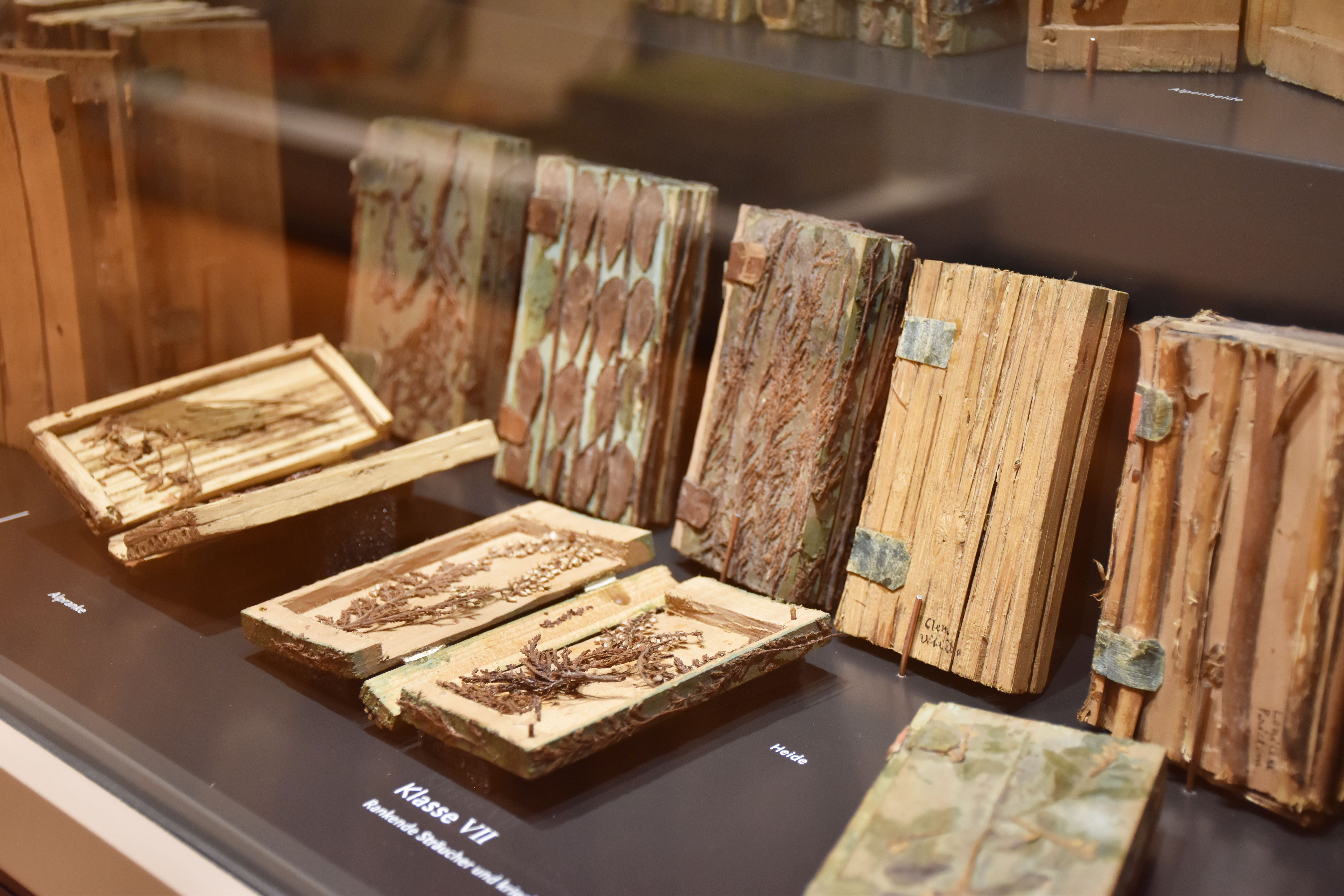
Holzbibliothek in der Dauerausstellung

In der Dauerausstellung werden über 1'000 Präparate und Objekte auf zwei Stockwerken präsentiert, viele davon in Darstellungen von Lebensräumen. Ebenfalls Bestandteile der Dauerausstellung sind Aktivitätenstationen, Kurzfilme und drei Audiorundgänge. Im obersten Stockwerk geben drei Fenster Einblicke in eines der Sammlungsdepots. Das Naturmuseum Thurgau zeigt im Jahr zwei grössere Sonderausstellungen sowie ein bis zwei kleine Kabinettausstellungen. Von Frühling bis Herbst bietet der Museumsgarten mit alten Kultur- und Nutzpflanzen Natur zum Anfassen. Auf rund 300 Quadratmetern Fläche werden mehrere Hundert verschiedene Pflanzen angebaut.

## Sammlung

Schmetterlingssammlung

In den Depots des Naturmuseums lagern heute über 115'000 Objekte: Pflanzen, Insekten, Wirbeltiere und deren Spuren sowie Fossilien und Mineralien, Fallen, Modelle und Schaukästen. Die meisten stammen aus dem Kanton Thurgau. Die Sammlung ist das Kernstück des Naturmuseums.
Im Sammlungsgut sind die botanische und die Insektensammlung von besonderer Bedeutung. Sie machen gut die Hälfte des Bestands aus und sind wissenschaftlich wertvoll: Seit der Gründerzeit der Sammlung des Naturmuseums vor über 160 Jahren werden sie kontinuierlich geführt und sind sehr gut dokumentiert. Damit sind sie über den Thurgau hinaus von Bedeutung. Über Datenbanken sind die Sammlungen auch online einsehbar.
Diese Sammlung ist auf der Liste der Kulturgüter in Frauenfeld, als ein Objekt der Kategorie A aufgeführt.

## Angebote
Im Naturmuseum Thurgau werden ca. 30 verschiedene öffentliche Veranstaltungen im Jahr von Fachpersonen durchgeführt. Je nach Möglichkeit werden für Führungen zusätzliche Objekte zum Anfassen, Hör- und Duftproben oder anderes Material zusammengestellt.
Das Museum richtet sich mit einigen Angeboten an Familien und Kinder: Sie können unter anderem ein Fuchsfell streicheln, Schmetterlinge unter die Lupe nehmen oder das Parfüm des Bibers riechen. Im Programm «Museum für Kinder» bietet das Naturmuseum zusammen mit den anderen fünf kantonalen Thurgauer Museen Veranstaltungen speziell für Kinder und Familien an. Das Naturmuseum versteht sich auch als ausserschulischer Lernort für Schulklassen.

## Auszeichnungen
Für seine Ausstellungen und seine Vermittlungsarbeit wurde das Naturmuseum Thurgau in den letzten Jahren ausgezeichnet:
- Prix Expo 2007
- Nomination für den Europäischen Museumspreis 2012
- Kandidat für den Children’s Museum Award 2013
- Nomination für den Prix Expo 2019
- Prix Museum 2020